# Грэм, Джеймс
Джеймс Грэм (1 июня 1792, Нэйворт, Камберленд — 25 октября 1861, Нетерби, там же) — британский политический деятель, министр, публицист, сын баронета.
Получил образование в Вестминстере и Оксфорде. Вскоре после завершения обучения отправился в длительное путешествие за границу и во время него стал личным секретарём британского министра в Сицилии. Возвратившись в Англию в 1818 году, он был избран в парламент от округа Гуль, войдя в партию вигов, но впоследствии потерпел поражение на выборах в 1820 году. В 1824 году унаследовал титул баронета, в 1826 году сумел вновь избраться в парламент от Карлайла, но в скором времени стал представлять в парламенте графство Камберленд. В том же самом году он издал брошюру, названную «Corn and Currency», благодаря которой получил большую известность в либеральных кругах за свои считавшиеся тогда прогрессивными взгляды; как депутат стал одним из самых энергичных защитников в парламенте Билля о реформах. 
После создания правительства графа Грея он получил пост Первого лорда Адмиралтейства (по сути — военно-морского министра) с правом участия в заседаниях кабинета. С 1832 до 1837 год вновь (сохраняя министерский пост) был депутатом восточной части графства Камберленд. В 1834 году из-за разногласий с правительством по вопросу об Ирландской церкви отказался от министерской должности и в итоге стал членом Консервативной партии. На выборах 1837 года его прежние сторонники в Камберленде не поддержали его, но в 1838 году он был избран в парламент от Пембрука, а в 1841 году — Дорчестера. В этом же году он занял в правительстве Роберта Пиля пост министра внутренних дел, который сохранил до 1846 года. На этой должности он стал объектом сильной ненависти значительной части населения Шотландии за его политику «непримиримости» по вопросу шотландской церкви, которая в итоге закончилась «разрывом» церквей 1843 года; задержание и вскрытие множества частных писем на почтовых отделениях, произведённое по его приказу в 1844 году в связи с этими событиями, привело к волне общественного негодования, эффект от которого был лишь незначительно смягчён положительным отчётом парламентской комиссии по расследованию. 
С 1846 до 1852 года он не занимал постов в государстве, но в 1852 году вошёл в правительство лорда Абердина, заняв пост военно-морского министра, находясь на этой должности также в течение короткого времени в кабинете Палмерстона в 1855 году. Когда в ходе Крымской войны был создан специальный комитет по расследованию обстоятельств ведения войны, он принял решение уйти из политической жизни. В последние годы жизни Грейам оставался членом парламента (вновь избрался в 1859 году), не занимая официального поста в правительстве, и сохранял значительное влияние на позицию парламента по различным вопросам. 
В его честь названа Земля Грейама в Антарктике.